# 阿让
阿让（法語：Agen，标准發音：[aʒɛ̃] ⓘ，当地法語發音：[a.ˈʒɛŋ]），法国西南部城市，新阿基坦大区洛特-加龙省的一个市镇，也是该省的省会，下辖阿让区，并与周边市镇组成阿让城市圈公共社区，其市镇面积为11.49平方公里，2022年1月1日的人口数量为32,193人，是该省人口最多的市镇，在法国城市中排名第232位。
阿让位于洛特-加龙省中南部，加龙河右岸，波尔多和图卢兹的中点位置，是一个区域性的中心城市，因其地方性特产“阿让梅干”（Pruneau d'Agen）而被知晓。阿让也因阿让洛特-加龙省体育联盟（简称）而闻名，后者历史上获得过8次法国橄榄球冠军联赛的总冠军和6次亚军。

## 地名来源
“阿让”一名来源于其在高卢-罗马时期的名称“阿金努姆”。

## 历史

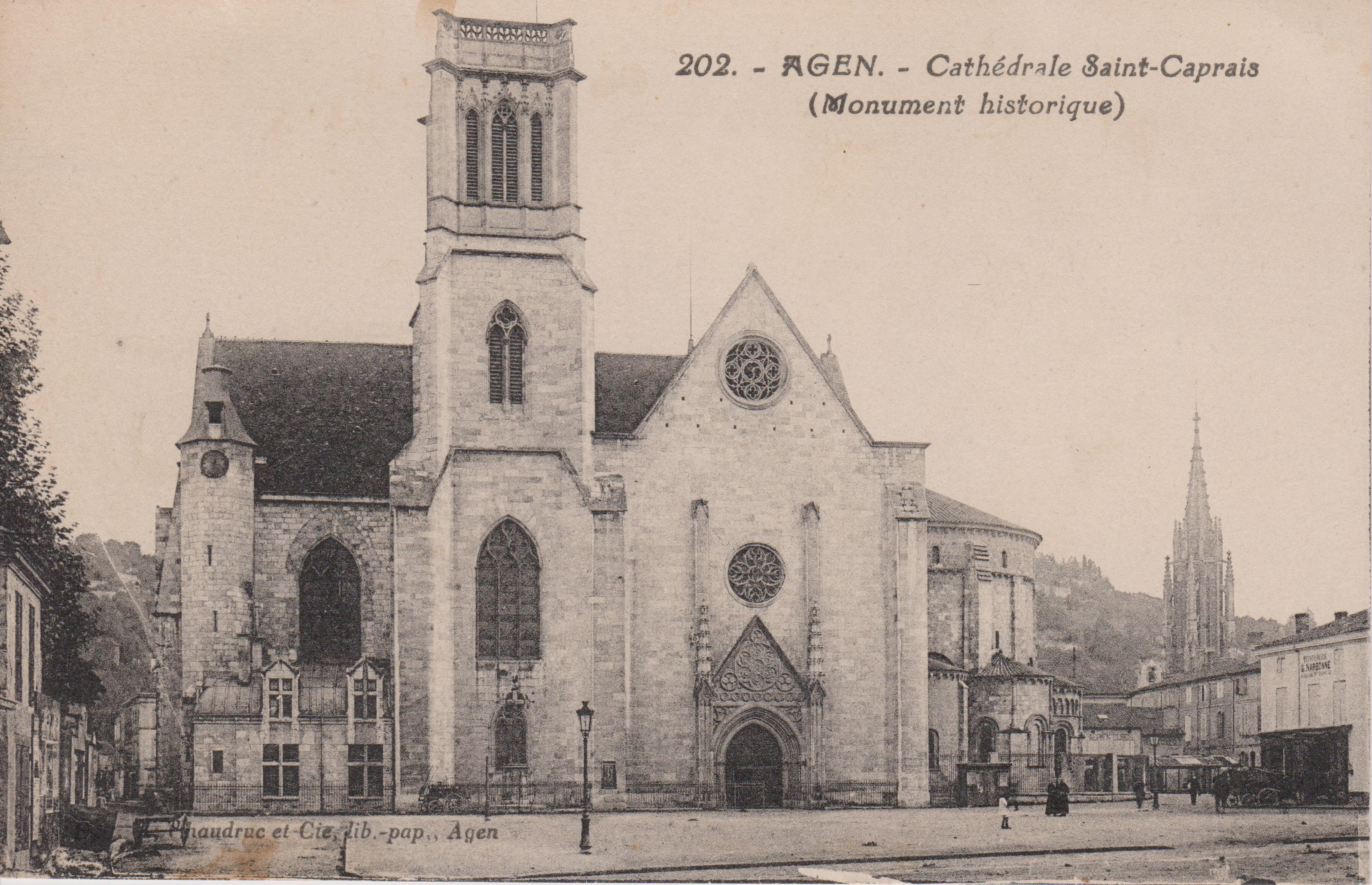
19世纪初的圣卡普赖教堂

阿让历史悠久，当地年代最久远的人类活动遗迹可溯源至公元前8世纪。高卢时期，阿让为尼蒂奥布罗格人的活动范围，后者于公元前400年左右兴建了第一座城市，城址位于今阿让城北的一处高地之上。罗马人占领后摧毁了此地，在其南侧的平原之上建立了阿金努姆城，并出现了斗兽场、剧场等设施，人口数量超过1万人，成为了现代阿让的城市雏形。中世纪早期，阿让地区多次遭遇外敌入侵，其中维京人在公元9世纪对阿让进行了大规模的破坏，使得人口数量急剧下降。12世纪后，阿让城市开始扩大，出现了纺织、磨坊等部门，形成商业集市，到公元13世纪下半叶人口数量再次突破一万。公元1189年，加龙河上出现了第一座简易的桥梁，但很快就被洪水冲垮，加龙河上的第一座石质桥梁则在中世纪末才出现。英法百年战争时期，阿让以西的大片地区被英格兰军队控制，阿让由此成为一座边境城市，加之同期黑死病疫情的影响，阿让的经济出现迅速衰败，人口大量流失。1435年10月，加龙河发生特大洪水，阿让几乎全城被浸泡在水中，大批建筑物被损毁。1463年，阿让行省整体合并至加斯科涅。宗教战争期间，阿让居民保持对天主教的虔诚，而新教徒则占领了30公里外的另一座城市——内拉克，由此形成了两城对峙的局面，直至《南特赦令》的颁布。16世纪后，阿让所在的加龙河平原地区成为重要的农业生产区，阿让也再次得到发展，欧洲李成为当地的代表性农作物，由于其制成梅干后容易保存并可实现长途运输，使得“阿让梅干”出口至法国各地，阿让的果农们也由此获得了一笔财富。公元19世纪，加龙河沿岸运河和波尔多－塞特铁路相继投入使用，使得阿让成为一个重要的交通中转站，城市得到快速发展。第二次世界大战期间，阿让位于自由区，但1942年后自由区被纳粹德国实际占领并控制（更名“南區”（zone sud）），直至二战结束。

## 地理

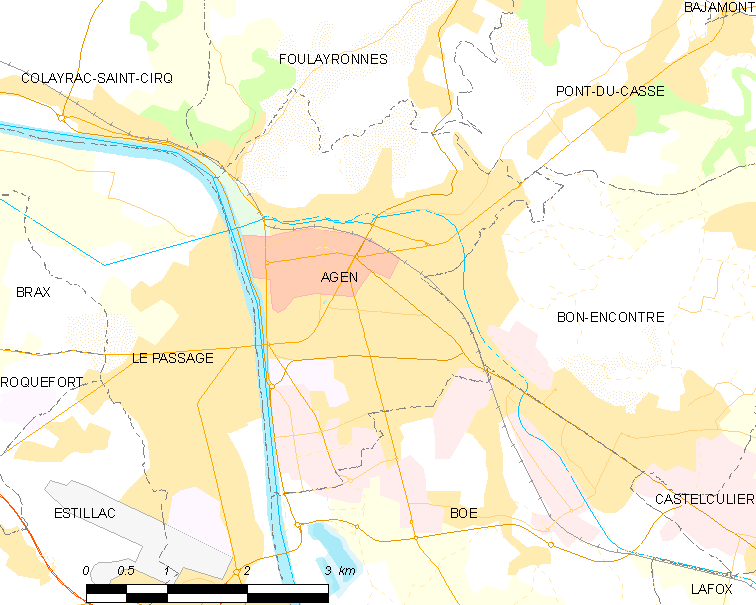
阿让市镇范围地图

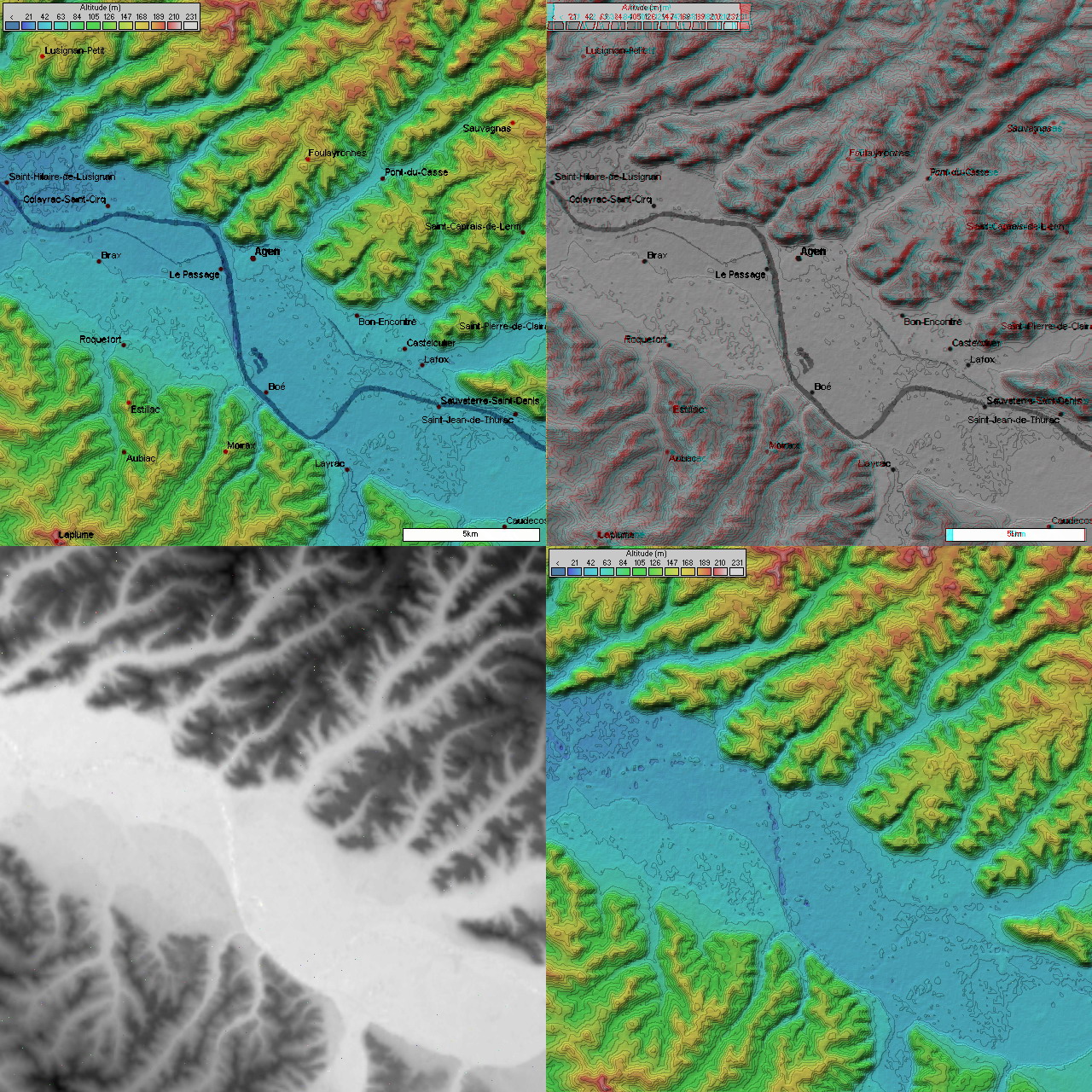
阿让卫星遥感图

阿让位于法国西南部，新阿基坦大区中南部和洛特-加龙省中南部，距离大区首府波尔多大约92公里。与阿让接壤的市镇包括：博埃、博南孔特尔、科莱拉克-圣锡尔克、富莱罗讷、勒帕萨日、蓬迪卡斯。

### 地形
阿让位于阿基坦平原东部，境内以丘陵地形为主，地形起伏较小，其中阿让市中心地形平坦，平均海拔约48米，全境海拔则在37到162米之间。

### 水文
法国五大河流之一的加龙河干流流经阿让，其阿让段平均宽度超过300米，其右岸支流马斯河（Masse）自东北向西南流经市区东北部，并注入人工开凿的加龙河沿岸运河。

### 植被
阿让属于温带落叶林区，林地主要分布于加龙河畔以及市区北部的丘陵地带。
在鲜花城市的评比中，阿让被评为3星级鲜花城市。

### 气候
阿让在柯本气候分类法中属于带有地中海性特征的温带海洋性气候，平均气温偏高，日照相对充足。
阿让境内设有气象站，以下为该气象站的数据：
| 阿让1981年－2019年  | 阿让1981年－2019年 | 阿让1981年－2019年 | 阿让1981年－2019年 | 阿让1981年－2019年 | 阿让1981年－2019年 | 阿让1981年－2019年 | 阿让1981年－2019年 | 阿让1981年－2019年 | 阿让1981年－2019年 | 阿让1981年－2019年 | 阿让1981年－2019年 | 阿让1981年－2019年 | 阿让1981年－2019年 |
| 月份                | 1月                | 2月                | 3月                | 4月                | 5月                | 6月                | 7月                | 8月                | 9月                | 10月               | 11月               | 12月               | 全年               |
| ------------------- | ------------------ | ------------------ | ------------------ | ------------------ | ------------------ | ------------------ | ------------------ | ------------------ | ------------------ | ------------------ | ------------------ | ------------------ | ------------------ |
| 历史最高温 °C（°F） | 20.1 (68.2)        | 25.2 (77.4)        | 26.3 (79.3)        | 30.2 (86.4)        | 34 (93)            | 38.8 (101.8)       | 40.6 (105.1)       | 41 (106)           | 36.7 (98.1)        | 32 (90)            | 25.4 (77.7)        | 21.6 (70.9)        | 41 (106)           |
| 平均高温 °C（°F）   | 9.2 (48.6)         | 11.3 (52.3)        | 15 (59)            | 17.5 (63.5)        | 21.5 (70.7)        | 25 (77)            | 27.6 (81.7)        | 27.6 (81.7)        | 24.5 (76.1)        | 19.6 (67.3)        | 13.2 (55.8)        | 9.5 (49.1)         | 18.5 (65.2)        |
| 日均气温 °C（°F）   | 5.6 (42.1)         | 6.8 (44.2)         | 9.7 (49.5)         | 12 (54)            | 15.9 (60.6)        | 19.3 (66.7)        | 21.5 (70.7)        | 21.5 (70.7)        | 18.4 (65.1)        | 14.7 (58.5)        | 9.3 (48.7)         | 6.1 (43.0)         | 13.4 (56.2)        |
| 平均低温 °C（°F）   | 2.1 (35.8)         | 2.4 (36.3)         | 4.4 (39.9)         | 6.6 (43.9)         | 10.3 (50.5)        | 13.6 (56.5)        | 15.4 (59.7)        | 15.3 (59.5)        | 12.3 (54.1)        | 9.7 (49.5)         | 5.4 (41.7)         | 2.8 (37.0)         | 8.4 (47.0)         |
| 历史最低温 °C（°F） | −17.4 (0.7)        | −21.9 (−7.4)       | −10.5 (13.1)       | −3.9 (25.0)        | −1.6 (29.1)        | 2.5 (36.5)         | 5.9 (42.6)         | 4.7 (40.5)         | 1 (34)             | −5 (23)            | −8.8 (16.2)        | −12.1 (10.2)       | −21.9 (−7.4)       |
| 平均降水量 mm（）   | 55.1 (2.17)        | 52.1 (2.05)        | 49.8 (1.96)        | 67.6 (2.66)        | 76.1 (3.00)        | 58.4 (2.30)        | 51.3 (2.02)        | 55 (2.2)           | 59.3 (2.33)        | 64.3 (2.53)        | 63.4 (2.50)        | 59.8 (2.35)        | 712.2 (28.07)      |
| 月均日照時數        | 77.5               | 110.1              | 172.6              | 182.3              | 213.6              | 232.1              | 255.4              | 242.3              | 204.9              | 138.2              | 84                 | 69.4               | 1,982.4            |
| 来源：infoclimat.fr |                    |                    |                    |                    |                    |                    |                    |                    |                    |                    |                    |                    |                    |

## 行政区划

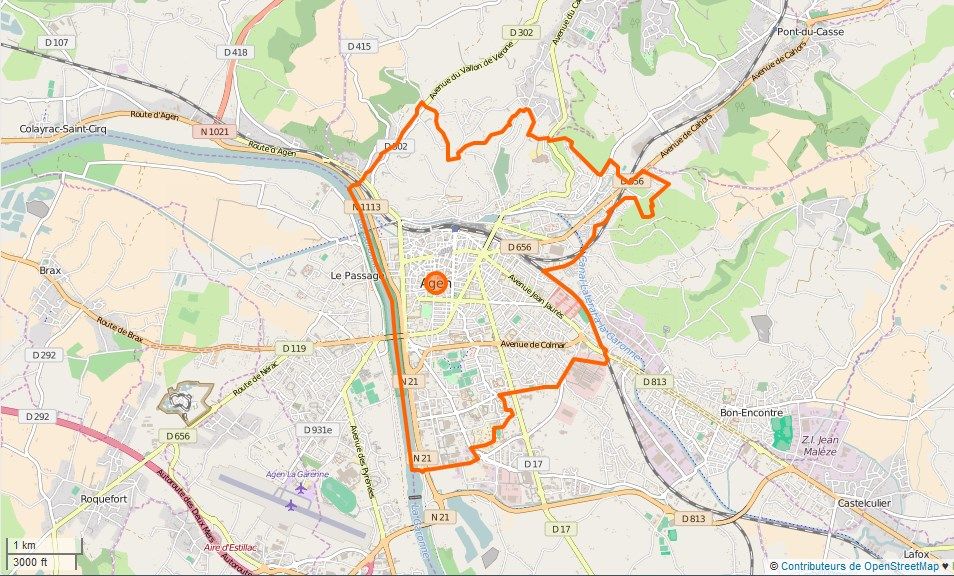
阿让的市镇范围

阿让是法国新阿基坦大区洛特-加龙省的一个市镇，编号为47001，它也是洛特-加龙省的一个副省会。阿让下辖阿让区，隶属于洛特-加龙省第一选区，管理阿让第一县、第二县、第三县和第四县，同时也是阿让城市圈公共社区的办公驻地。
阿让市镇被划为23个街区，并实行街区自治制度。
法国国家统计与经济研究所（简称）在进行数据统计时，将阿让及相邻的另外15个市镇设为阿让城市核心区，并将包括核心区在内的周边共64个市镇划为阿让城市区。自2020年起，阿让城市区被包含81个市镇的阿让城市辐射区代替。此外，还将阿让市镇分为了15个“块区”（IRIS），以便于统计人口分布情况。

## 交通

### 公路
法国国道N21线经过阿让市区，法国国家A62号高速公路经过阿让市区西南部并设有7号出入口，此外多条洛特-加龙省省道在阿让境内交汇。
新阿基坦大区下属的城际客运线路网包含由阿让出发前往洛特河畔新城、拉瓦达克、内拉克、蒙德马桑、波城方向的大巴车线路，亦有校车线路可前往周边部分市镇。
2015年，62.8%的阿让家庭拥有至少一辆的私人汽车。
2016年，阿让境内共发生各类交通事故20起，造成22人受伤。

### 铁路

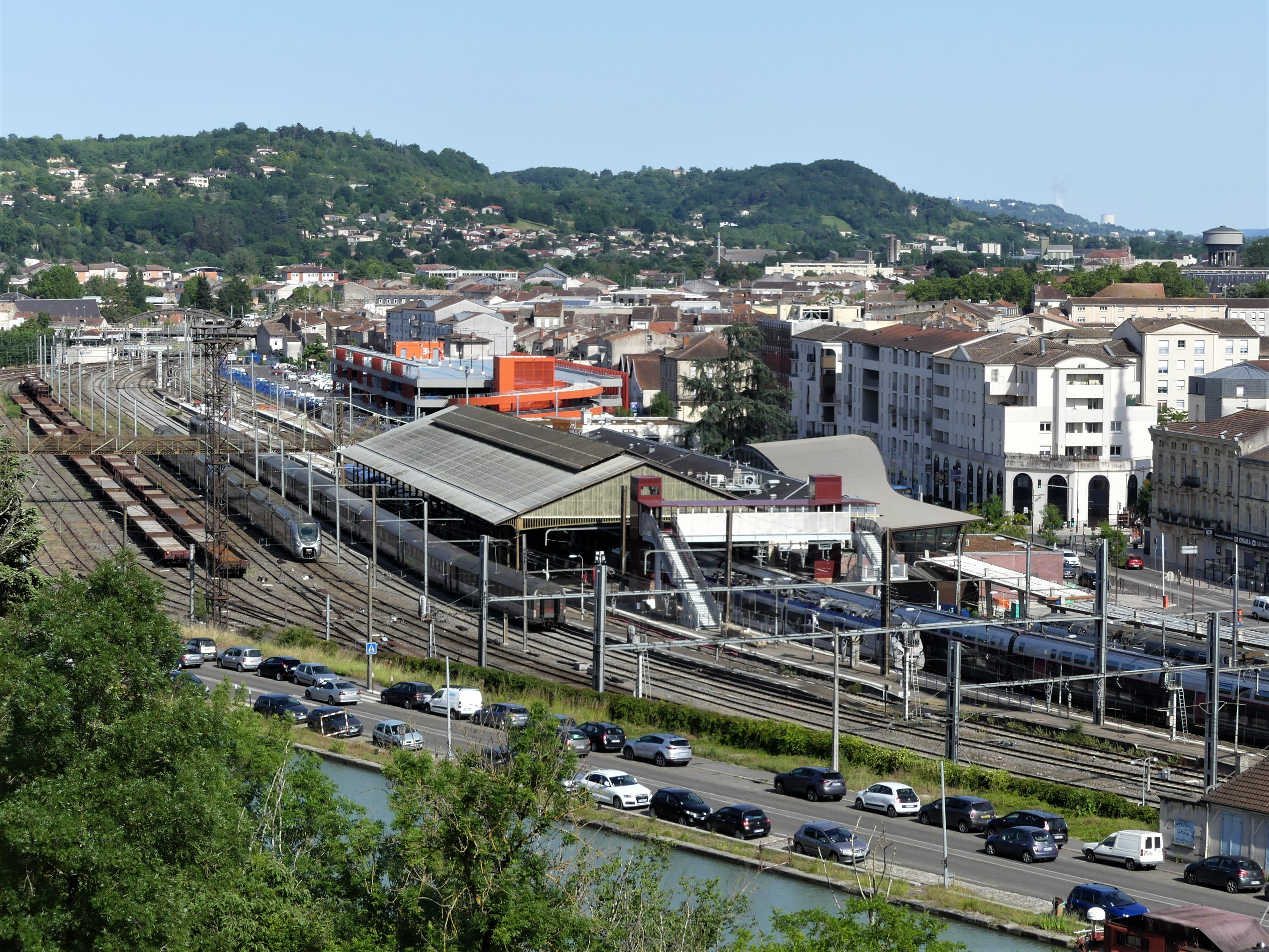
远瞰阿让火车站

阿让位于波尔多－塞特铁路和尼韦尔萨克－阿让铁路的交汇点上，历史上还有前往欧什方向的铁路，但现已基本废弃。阿让站位于阿让市区，老城区以北，该站每天停靠往返于巴黎和图卢兹之间的TGV列车以及往返于波尔多和马赛之间的城际列车，同时开行前往波尔多、蒙托邦、图卢兹、佩里格方向的区域列车。

### 航空
阿让拉加雷讷机场位于阿让市区西南大约3公里，是法国沙莱尔航空的航空基地，该机场每天开行直飞巴黎的固定航线（周六除外），同时开行前往尼斯及里昂的季节性航班。除此之外，阿让前往图卢兹-布拉尼亚克机场和波尔多-梅里尼亚克机场的车程均在一小时左右。

### 城市公共交通

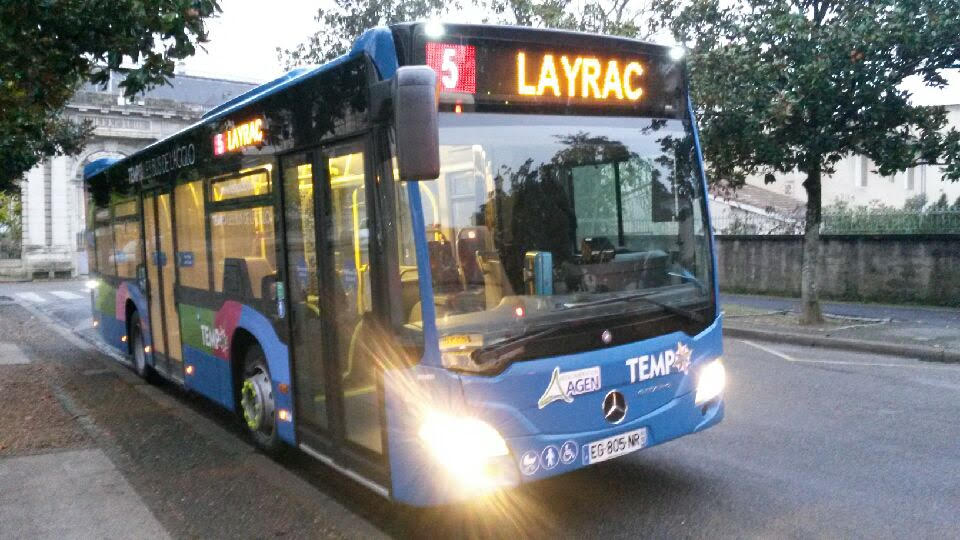
阿让公交

阿让城市公共交通由凯奥雷斯阿让负责运营，其商业名称为。截止2020年2月，其线路网共包括10条常规线路、7条定制线路、1条市区摆渡车和2条节假日线路，另设有多条校车线路，路网覆盖了整个阿让城市圈公共社区。

## 政治

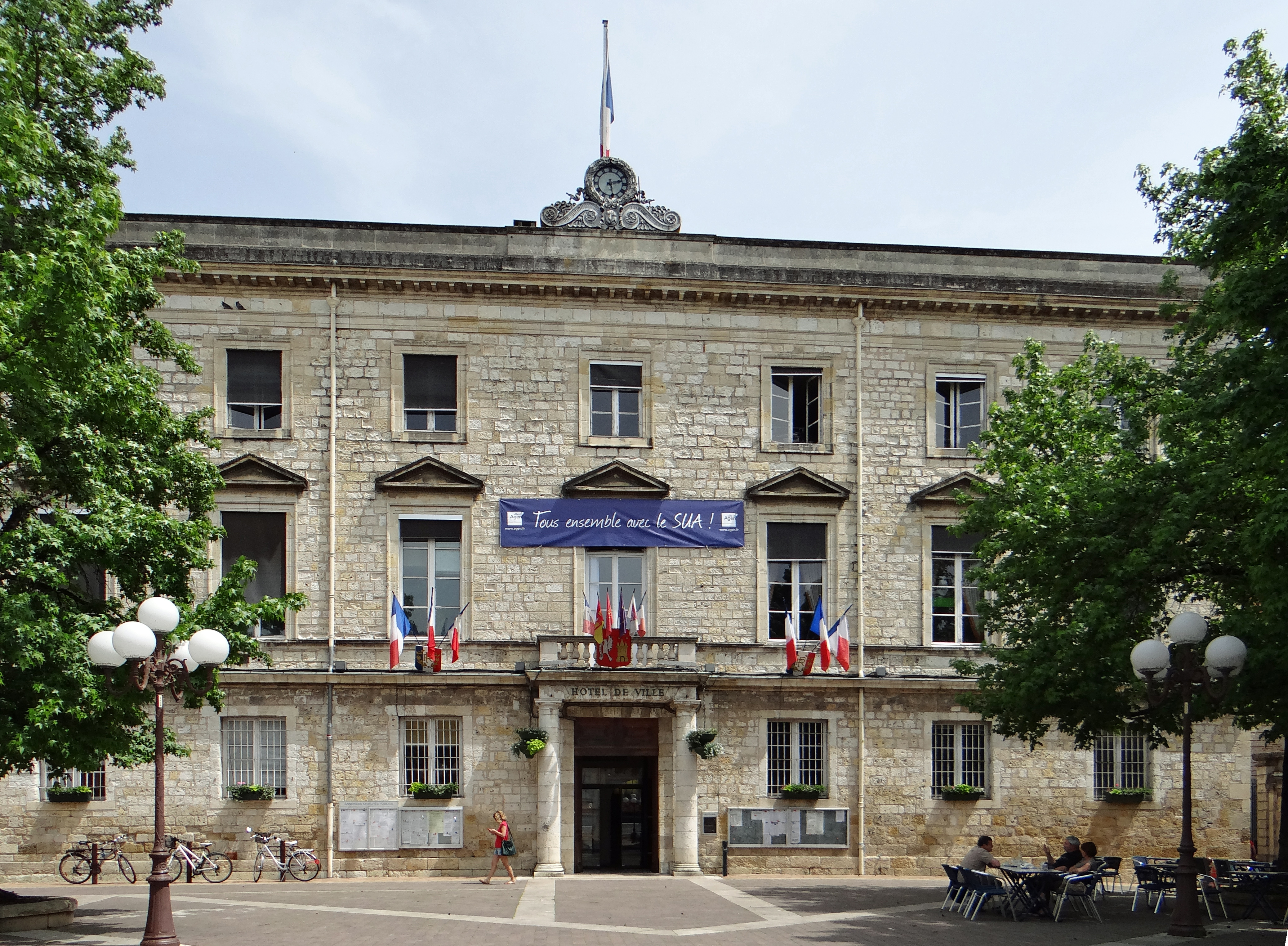
阿让市政厅

阿让的现任市长为让·迪奥尼·迪塞茹尔先生，他在2014年的市政选举中获得了52.19%的支持率，在2020年的市政选举中则获得61.41%的支持率。
在2017年的法国总统大选中，法国第25任总统埃马纽埃尔·马克龙在阿让获得了69.73%的支持率。
| 阿让历届市长   |                        |                                                           |
| 任期           | 市长                   | 党派                                                      |
| 1944年－1947年 | 奥斯卡-弗朗索瓦·梅西纳 | SFIO工人国际法国支部                                      |
| 1947年－1963年 | 亚历克西·潘            | SFIO工人国际法国支部                                      |
| 1963年－1971年 | 皮埃尔·波马雷德        | SFIO工人国际法国支部                                      |
| 1971年－1981年 | 皮埃尔·埃斯基罗尔      | PRG左派激進黨 →RI独立激进党                               |
| 1981年－1989年 | 乔治·里奇              | UDF法国民主联盟                                           |
| 1989年－2001年 | 保罗·肖莱              | UDF法国民主联盟                                           |
| 2001年－2008年 | 阿兰·韦雷              | PS社会党                                                  |
| 2008年－       | 让·迪奥尼·迪塞茹尔     | Centriste中间派 →UDI民主人士和独立人士联盟 →MoDem民主运动 |

## 人口
2018年，阿让市镇人口数量为33,012，在法国排名第241位。其中男性15,472人，女性18,104人，75岁及以上人口占8.6%，外籍人口数量为10,863人，人口密度为2,873人/平方公里，当地居民被称为（男性）或（女性）。2019年，阿让境内出生391人，死亡人口376人。
| 年份   | 1936   | 1946   | 1954   | 1962   | 1968   | 1975   | 1982   | 1990   | 1999   | 2006   | 2011   | 2016   | 2018   |
| ------ | ------ | ------ | ------ | ------ | ------ | ------ | ------ | ------ | ------ | ------ | ------ | ------ | ------ |
| 人口數 | 27,152 | 33,397 | 32,593 | 32,800 | 34,949 | 34,039 | 31,593 | 30,553 | 30,170 | 33,728 | 33,620 | 33,569 | 33,012 |

## 经济

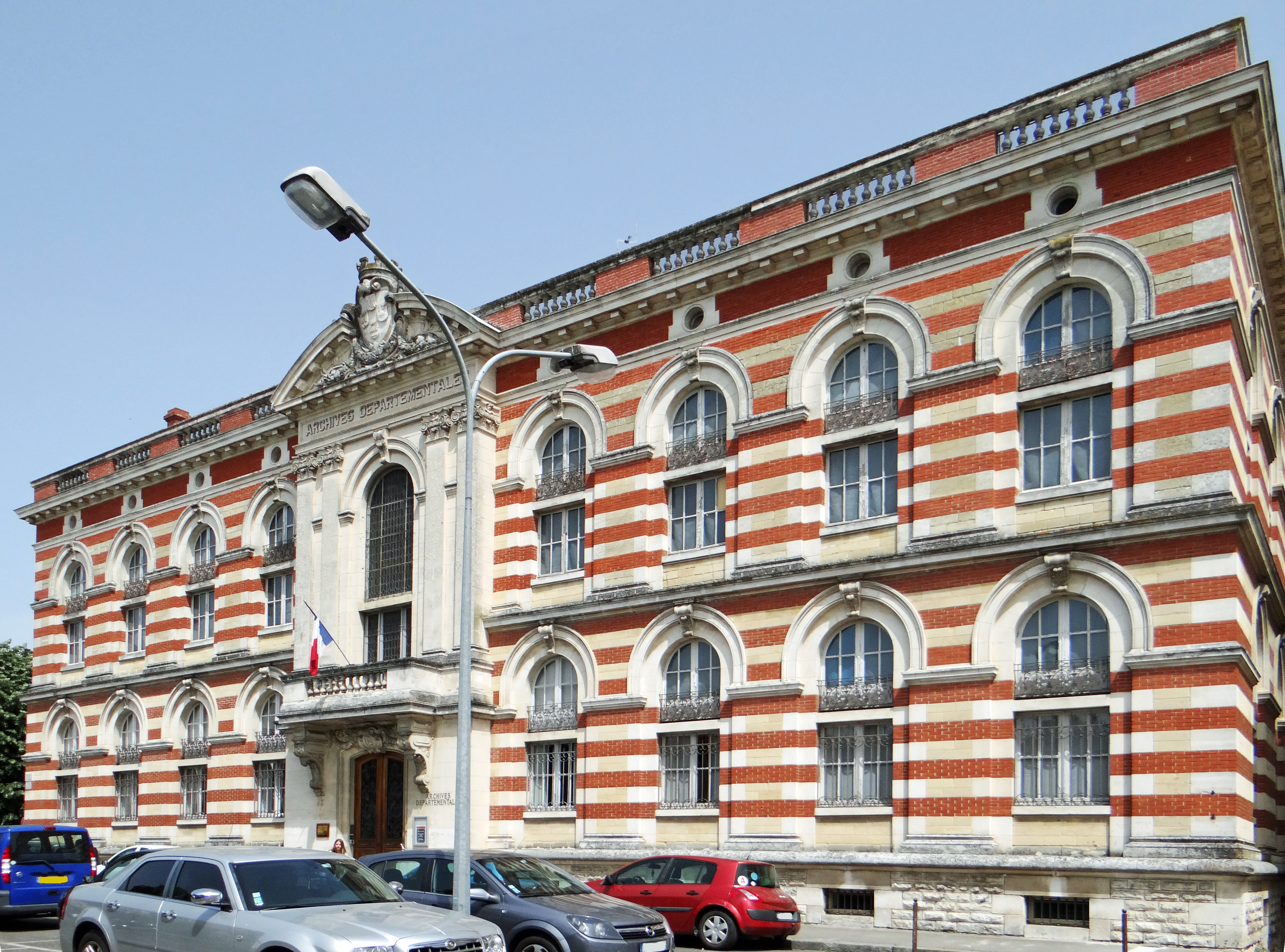
洛特-加龙省档案馆

阿让是法国西南部一个区域性的经济中心，洛特-加龙省工商会所在地。截至2021年，当地共有各类用人单位6,216家，平均历史为17年，其中98.23%为中小型企业（PME）。（物流运输）、（医疗）及（零售）是当地2019年营业额最高的三个企业，分别为84,569,211欧元、56,151,887欧元和53,496,168欧元。

## 财政收入
2019年，阿让的财政收入总额为78,562,200欧元，财政支出总额为73,340,700欧元，当年的债务总额为24,167,500欧元。
2017年，阿让的人均月收入总额为1,970欧元，其中高级职员为3,672欧元，低于法国平均水平（4,214欧元）；中级职员为2,237欧元，低于法国平均水平（2,353欧元）；普通职员为1,601欧元，X亦低于法国平均水平（1,690欧元）。
2017年，阿让境内的青壮年（15至64岁）失业率为18.6%，当地43%的家庭拥有纳税资格，平均纳税2,874欧元，低于法国平均水平（3,888欧元）。

## 社会事务

### 教育

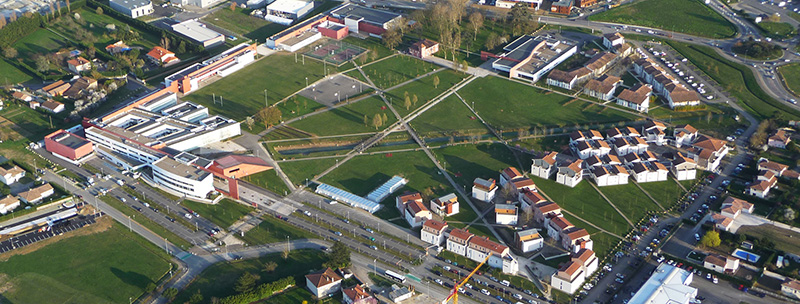
国立监狱管理学校

阿让属于波尔多学区。截止2017年1月1日，阿让境内共有10所幼儿园、13所小学、6所初级中学、3所普通高中、1所农业高中和1所职业高中。2018至2019学年度，阿让境内共有学生6733名。
在高等教育方面，波尔多大学在阿让设有校区，多个专业在此授课。波尔多-蒙田大学的英语系和西班牙语系的部分课程也设于阿让校区，并设有一个图书馆。
此外，隶属于法国司法部的国立监狱管理学校亦位于阿让境内。

### 医疗

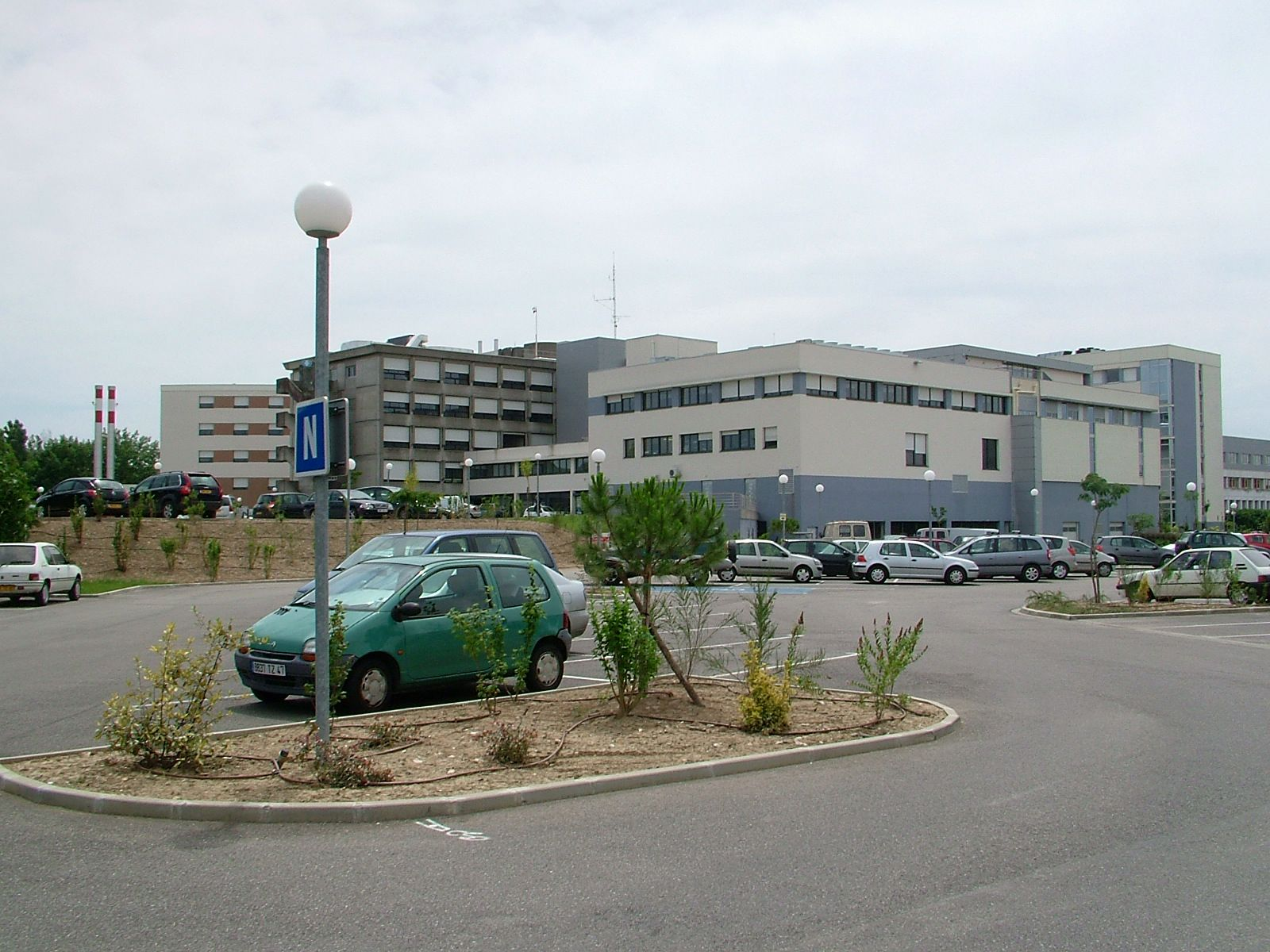
阿让中心医院

截止2019年1月1日，阿让境内共有全科医生42名、保健师47名、牙医35名、护士53名、耳科医生3名、眼科医生9名、皮肤科医生3名、助产士4名、儿科医生4名和妇科医生7名。境内共有药房16家和养老院8家。
阿让中心医院，全名为“阿让-内拉克中心医院”（Centre Hospitalier Agen-Nérac），是法国的一个区域性医疗机构，其主病区位于阿让市区，设有床位438个，是当地规模最大的公立综合性医院。

### 住房
2017年，阿让境内共有各类住房21,622套，其中29.4%为独立式居民区，70%为集中式居民区。常住房屋占阿让市镇范围内居民建筑总量的81.1%。

### 商业
2019年，阿让境内共有各类实体商铺1,015家，其中餐厅209家、大型超市13家、杂货店13家、面包房35家、肉铺10家、书店21家、装饰品店11家、银行门店29家、美容美发店70家、汽车维修店27家。市区南部建有大型开放式商业街区。

### 体育

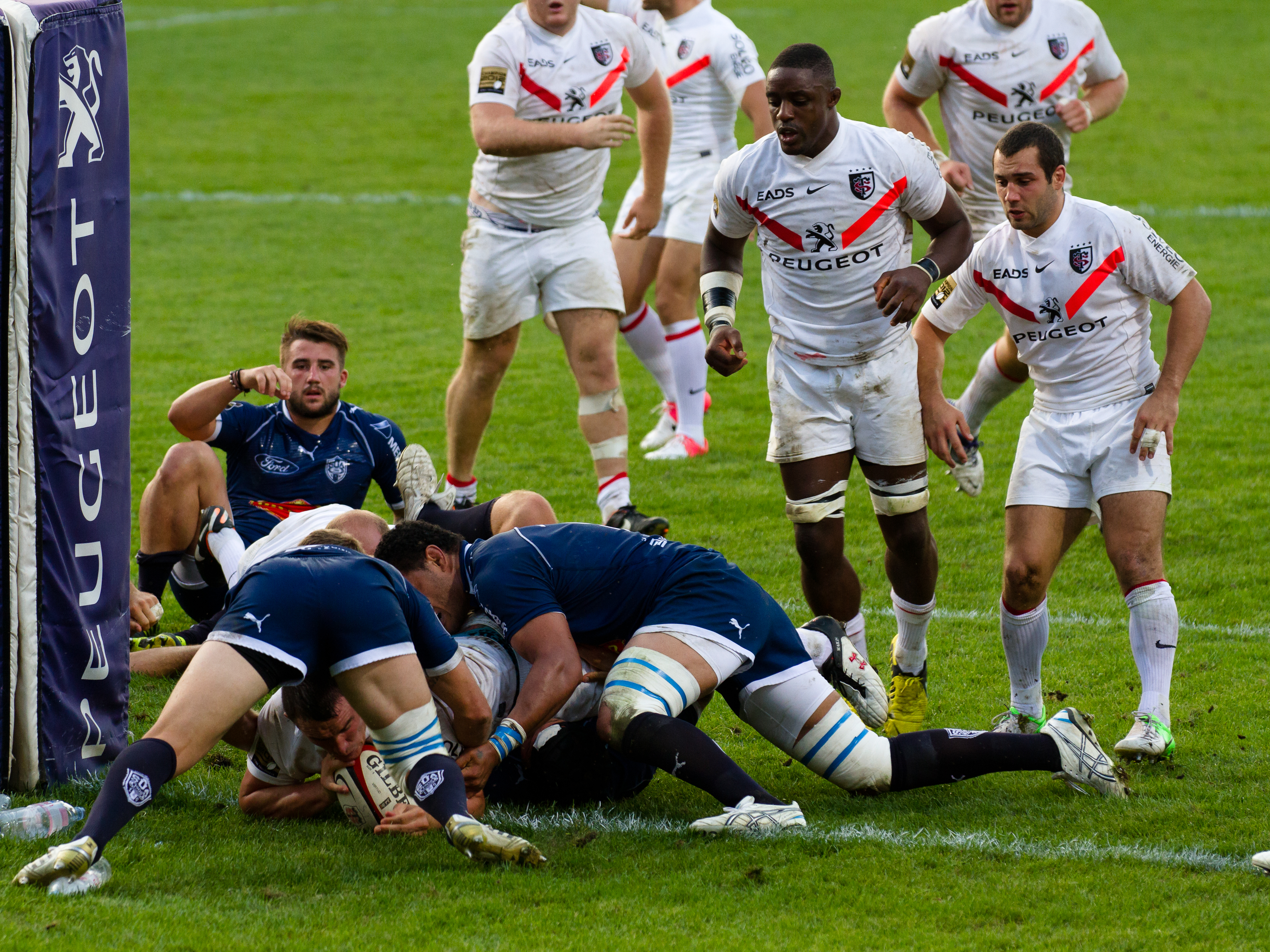
比赛中的阿让队

2019年，阿让境内共有1家游泳池、13间体育馆、3座综合体育场、23处网球场、9处足球或橄榄球场以及4处篮球或排球场。
阿让因橄榄球而闻名，阿让洛特-加龙省体育联盟，简称，是当地的一支橄榄球俱乐部，2020至2021赛季参加法国橄榄球冠军联赛，其历史上获得过该项目的8次总冠军和6次亚军，同时也获得过1998年欧洲橄榄球挑战者联赛的冠军。
2020至2021赛季，阿让境内共有4支注册足球俱乐部：
- 阿让体育联盟（S.U. Agenais）
- 阿让奥林匹克体育俱乐部（Olympic Sportif Agenais）
- 阿让竞技俱乐部（Racing club d'Agen）
- 阿让山俱乐部（Mas d'Agen Club）

阿让足球体育联盟则是一支地方性的业余俱乐部，2019至2020赛季参加法国第八阶梯的联赛。

### 环境
阿让的环境事务由其所属的公共社区负责。2015年，阿让境内共有2家污染企业。

### 治安
2019年，阿让市镇范围内共有2处派出所和1处宪兵队。
2014年，阿让及附近地区共发生各类案件3,147起，其中盗窃类案件2,136起，经济类案件299起，毒品交易类案件76起。
法国陆军第48军团位于阿让。

## 文化
2017年，阿让境内共有2个剧场、2个电影院、1个博物馆和1个音乐厅。阿让美术馆建成于1836年，是当地重要的文化设施。2012年，当地歌手洛朗·戈尔蒂耶（Laurent Gaultier）的原创民谣《我来自阿让》（Je viens d'Agen）在YouTube上的获得了超过41万的点击量。

### 建筑
阿让境内有多处法国国家文物保护单位，其中阿让圣卡普赖教堂位于阿让老城区，自1862年起被列入法国国家文物保护单位。阿让雅各布教堂建于公元13世纪末，后多次战毁和重建，于1904年被列入法国文物保护单位。横跨加龙河的阿让悬索桥建成于1841年，于2001年翻新，现供行人和非机动车通过，是当地的一处地标性建筑。

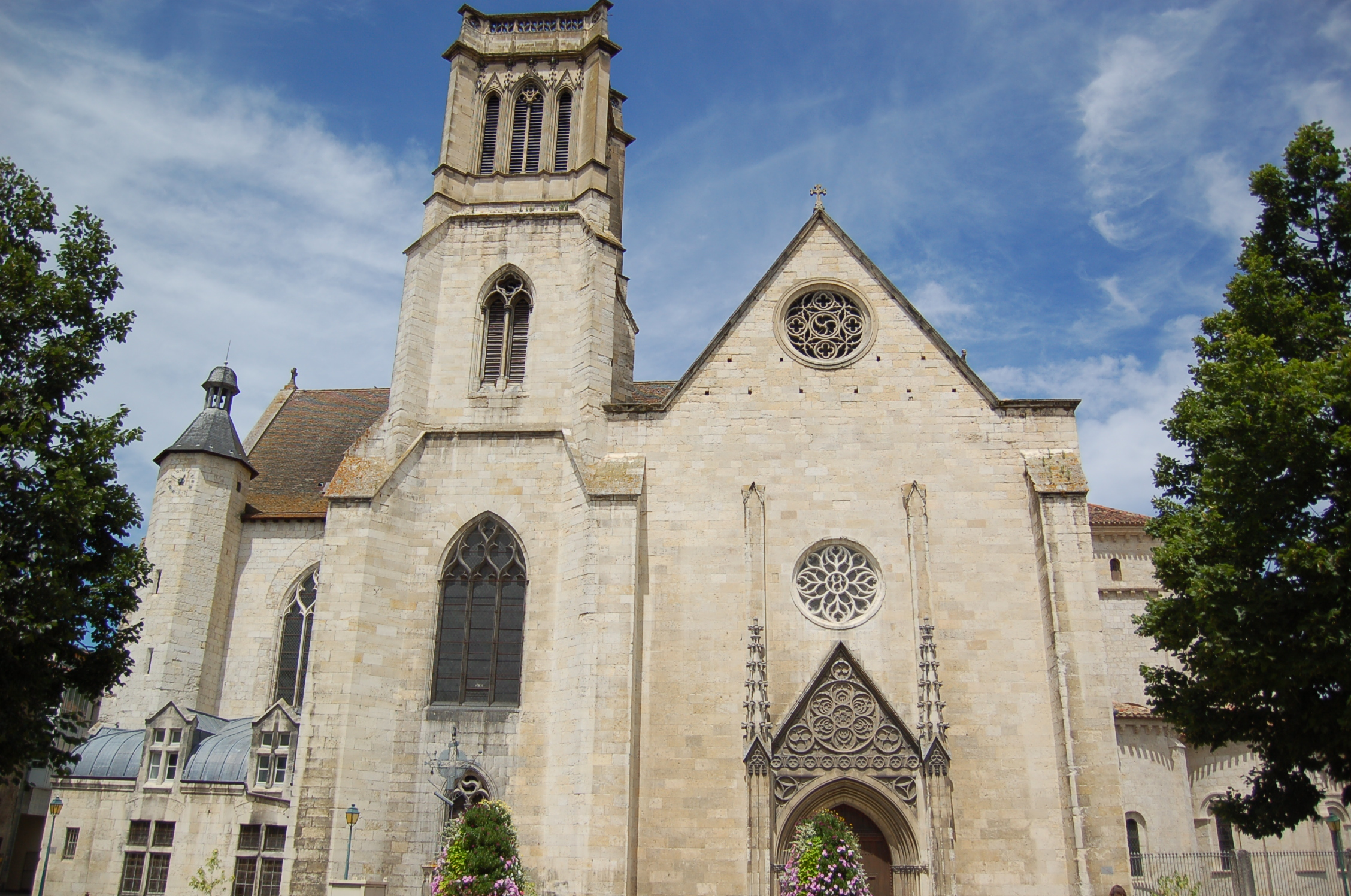
阿让圣卡普赖教堂
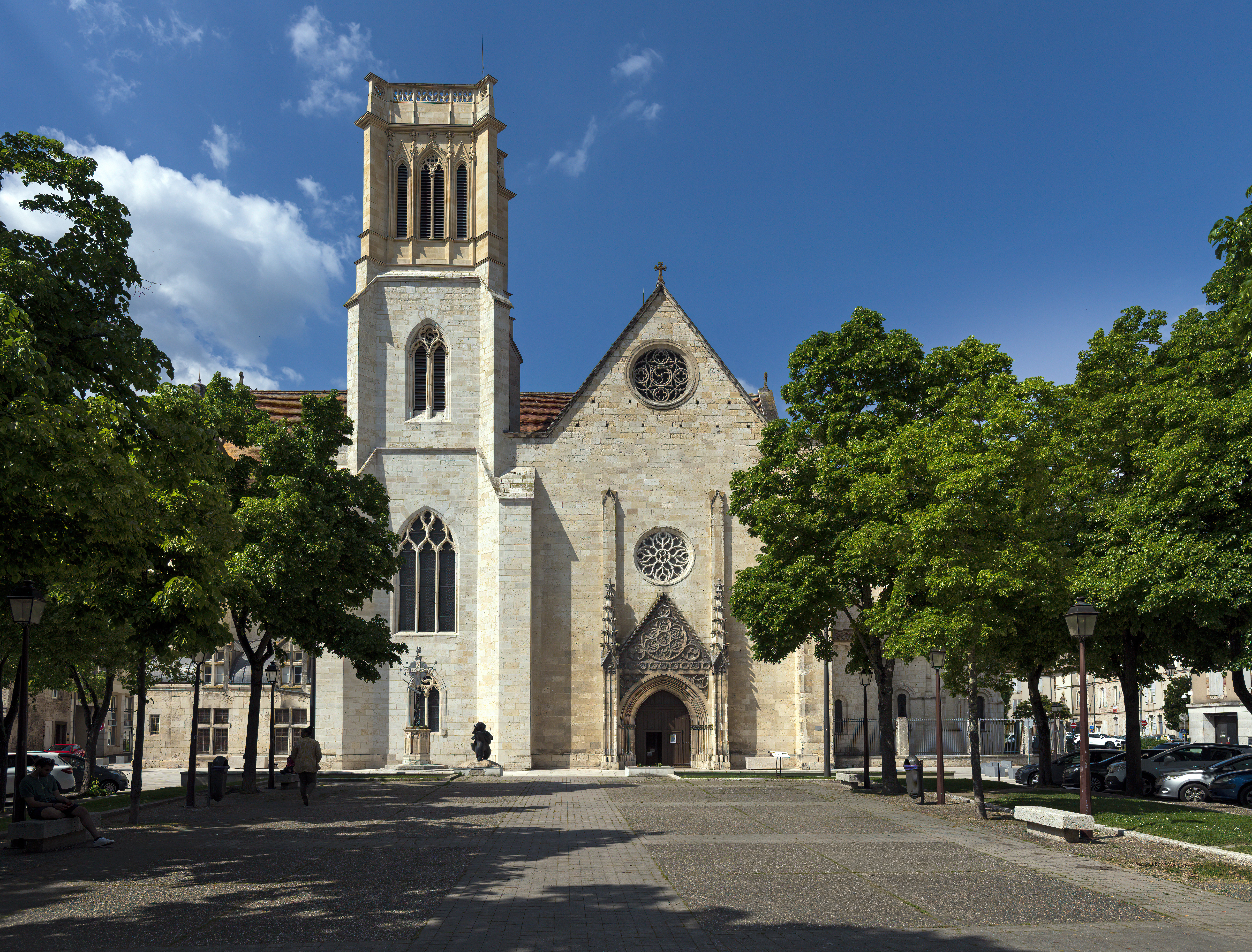
圣卡普赖教堂正门
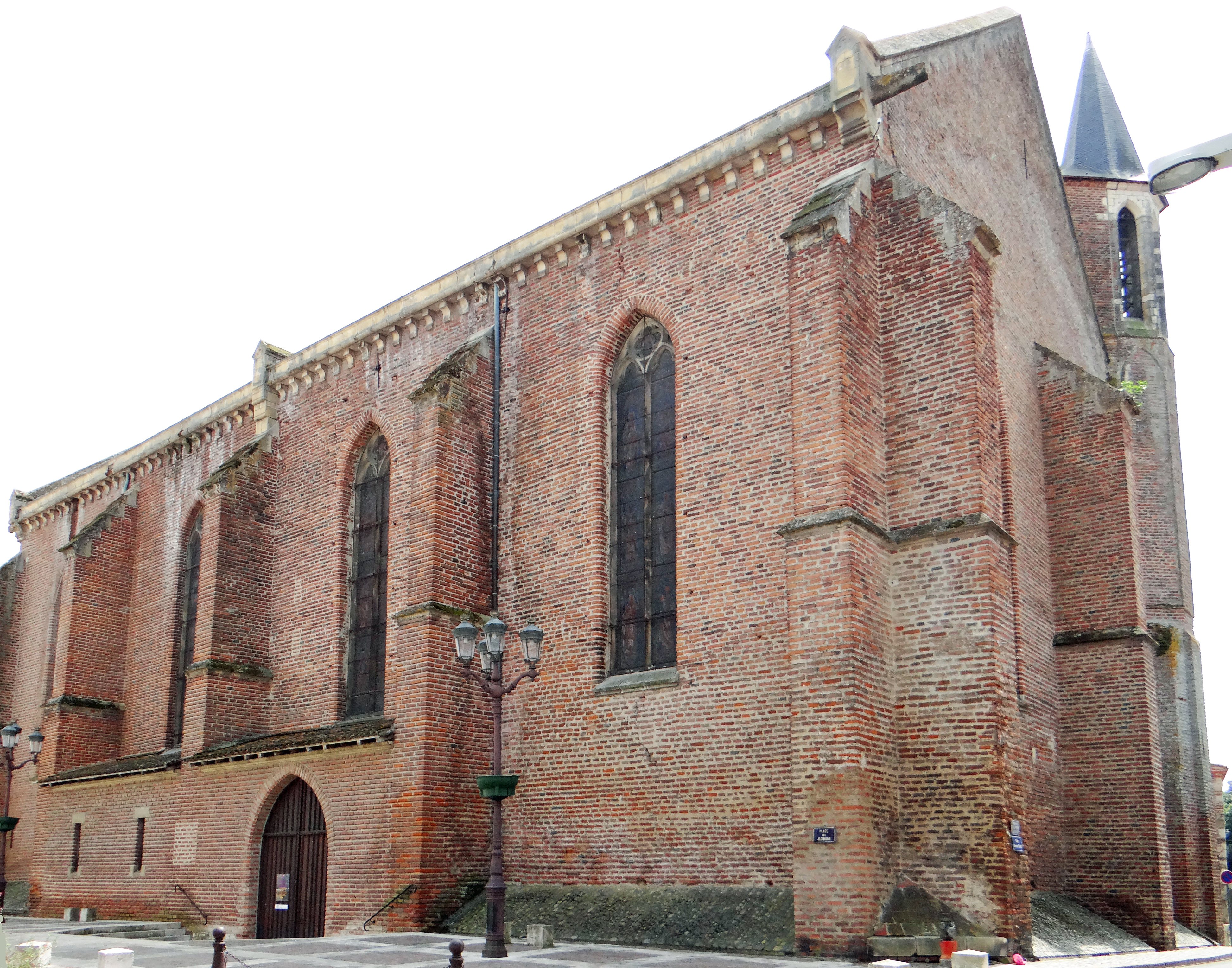
阿让雅各布教堂（法语：Église des Jacobins d'Agen）
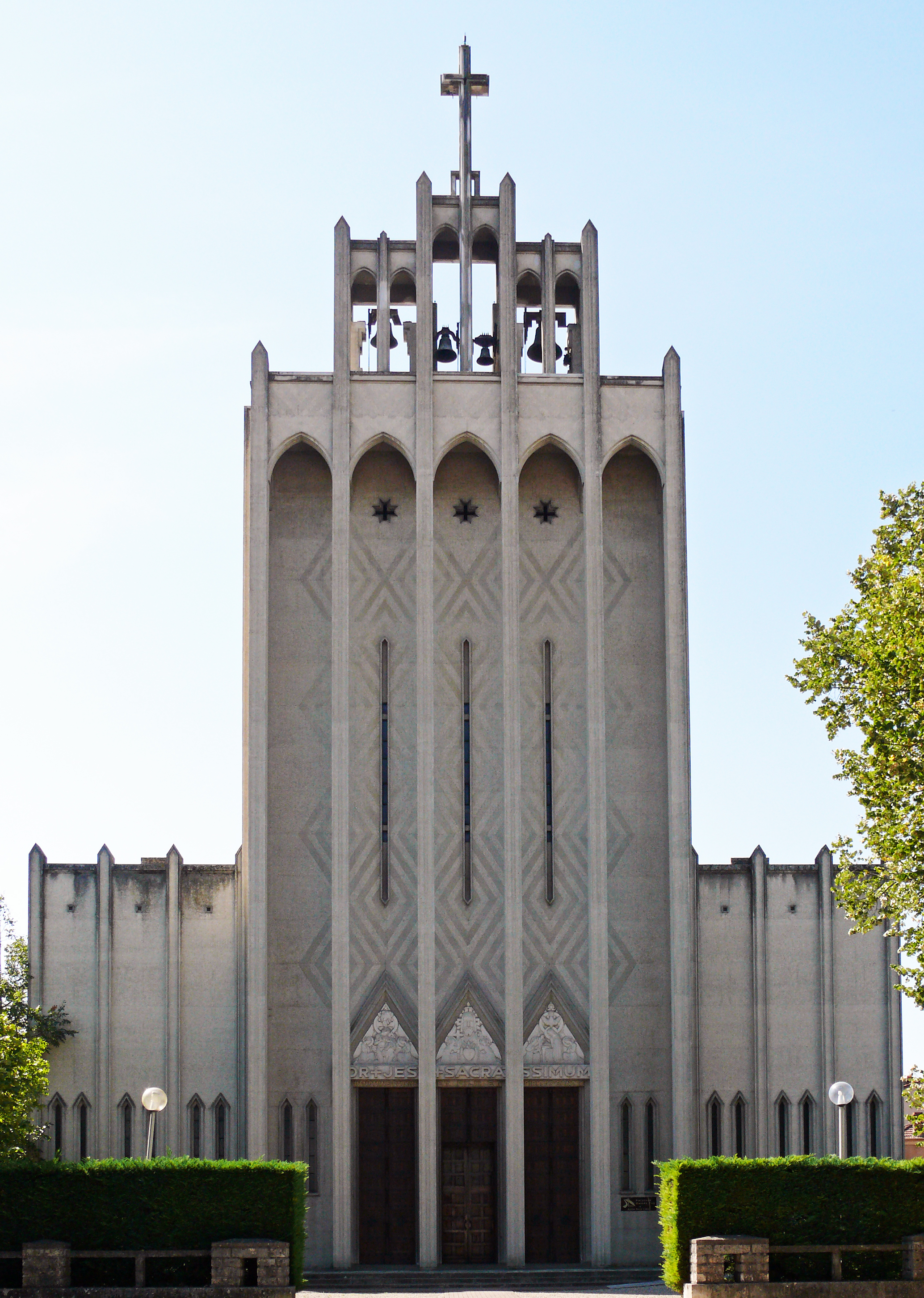
圣心教堂
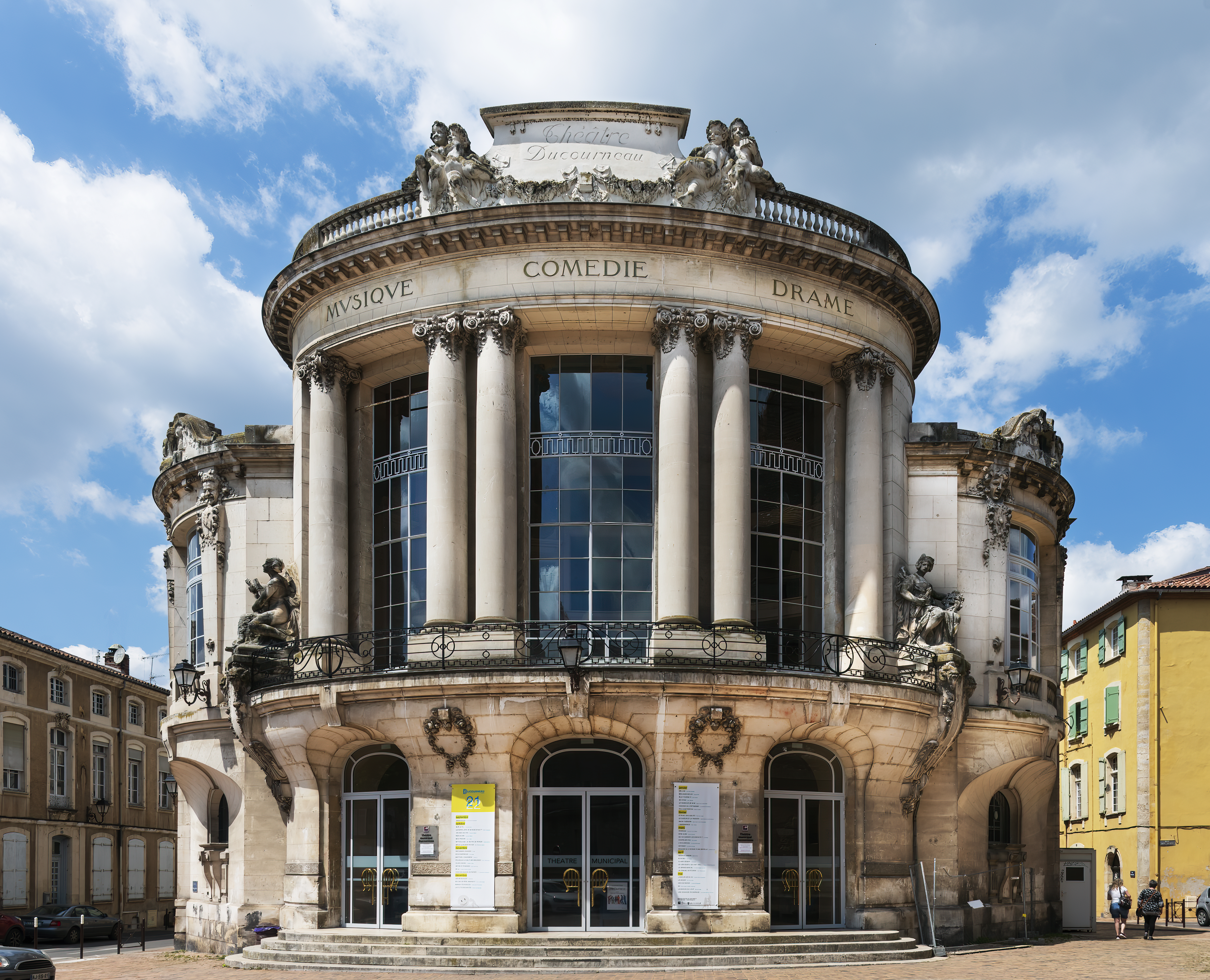
阿让大剧场
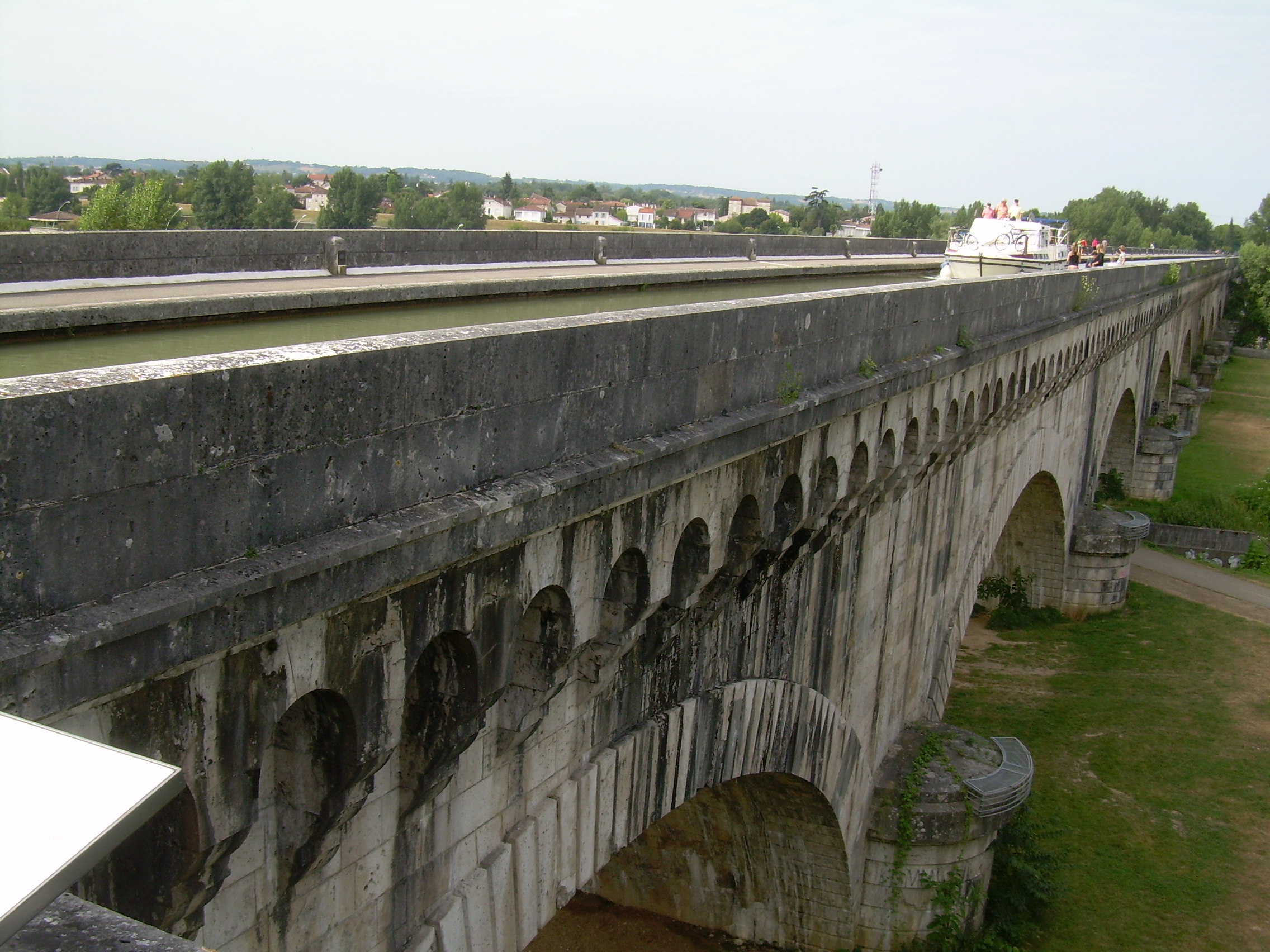
运河桥
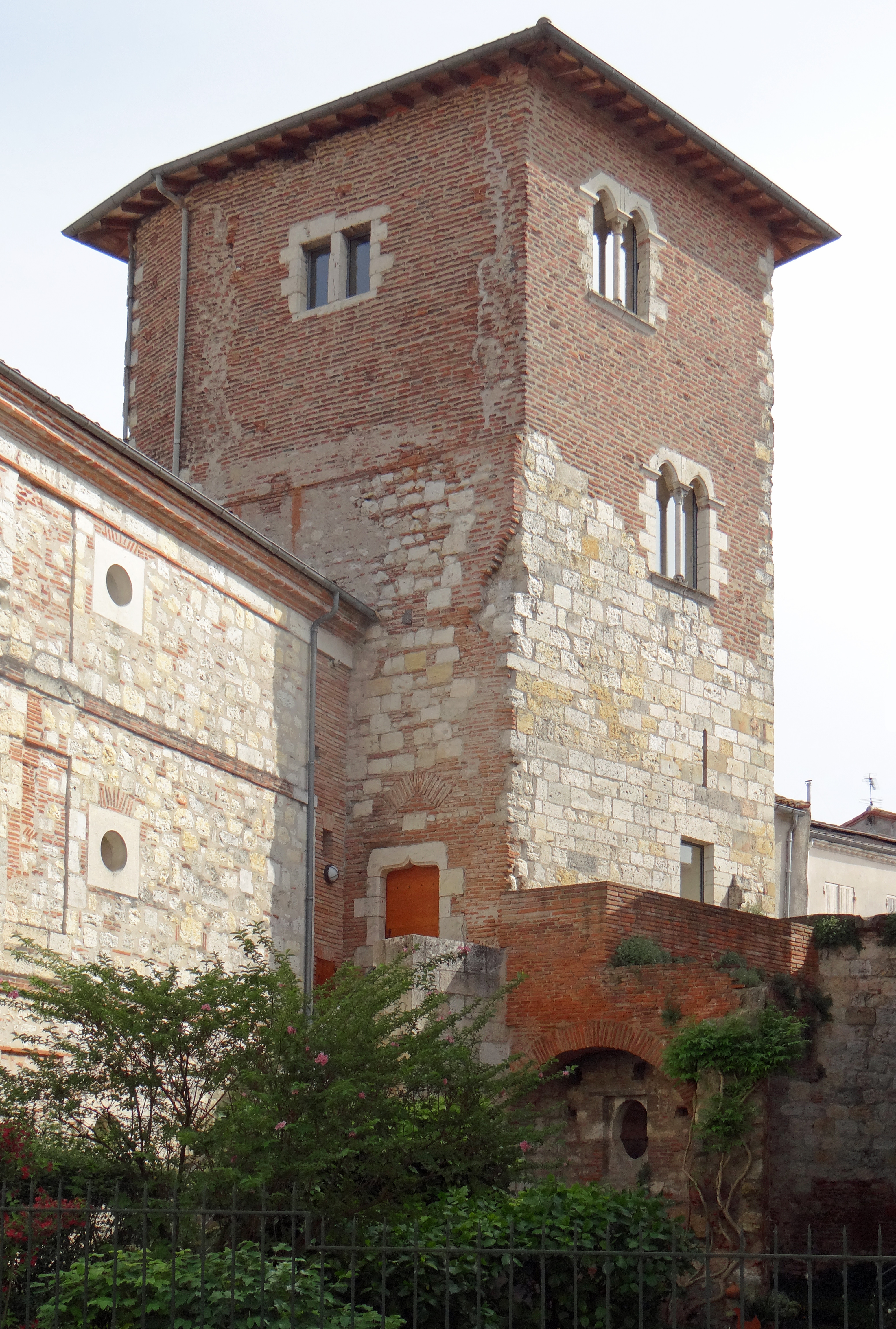
沙普莱塔

### 旅游
阿让境内的旅游景点以历史建筑为主，当地的旅游事务由其所属的公共社区负责。2020年，阿让境内共有7家宾馆共计317间房间。

### 媒体
法国主要的媒体均可在阿让接收，法国电视三台下属的新阿基坦大区频道在部分时段播出阿让所属区域的地方新闻。《阿让小蓝报》是当地的一份地方性报纸，开办于1914年，每天发行。

### 宗教
阿让是天主教阿让教区的首府，下辖8个分教区，阿让圣卡普赖大教堂是其主教座堂。
阿让市区亦有穆斯林社区，阿让大清真寺（Mosquée d'Agen）建成于2016年。

## 相关人物
法国诗人雅斯曼、物理学家阿兰·阿斯佩、歌手弗朗西斯·凯布洛、橄榄球运动员法比安·巴尔塞拉和足球运动员埃梅里克·拉波爾特出生于阿让。

## 对外交流
截止2021年2月，阿让共与5座城市互为友好城市，同时与1座城市签署合作交流关系：

| - 俄羅斯 图阿普谢 - 德国 丁斯拉肯 - 拉内利 - 西班牙 托莱多 - 美国 科珀斯克里斯蒂 | - 日本 西宫市 |